# Live File System
Live File System è il termine che Microsoft utilizza per descrivere il metodo di scrittura dei pacchetti per la creazione di dischi da Windows Vista in poi; questo che consente di aggiungere file in modo incrementale al supporto. Questi dischi utilizzano il file system UDF .
L'opzione Live File System è utilizzata per impostazione predefinita da AutoPlay durante la formattazione / cancellazione di un CD / DVD -R o -RW.

## Compatibilità
Le versioni precedenti di Windows non supportano la lettura delle ultime versioni UDF. Se gli utenti creano DVD / CD in Windows Vista utilizzando UDF 2.50, questi potrebbero poi non essere più leggibili su altri sistemi, inclusi Windows XP e sistemi Apple precedenti (Mac OS 10.5) a meno che non sia installato un driver per la lettura di UDF di terze parti. Per garantire la compatibilità dei dischi creati su Windows Vista, è necessario selezionare UDF 2.01 o precedente.